# 요한복음 7장
요한복음 7장은 신약성경 중 요한의 복음서의 일곱 번째 장을 의미한다. 예수가 초막절에 예루살렘에 방문한 이야기, 체포될 뻔한 이야기와 군중이 그를 두고 정말 메시아인지 논쟁하는 내용이 적혀있다. 즉 예수의 메시아됨에 대한 논란이 더 이상 갈릴래아지역에 국한된 것이 아니라 예루살렘에까지 전파되었음을 보여주고 있다. 이로써 유대인들 사이에서의 분열과 분쟁이 예고된다. 유대인들의 공격에 대한 예수의 답변이 잘 서술되어 있는 7장에서 8장까지의 내용을 초막절 담론이라고도 한다.

## 1절
예수는 유대의 유대인들이 그를 해치려고 하므로, 신변의 안전을 느끼는 갈릴래아의 카파르나움에서 머무르고자 한다. 예수가 요한복음 6장 4절에 언급된 유월절에 예루살렘을 방문하였는가에 대해서는 논란이 있지만, 존 길은 예수가 이 때 예루살렘을 들린 후 갈릴래아호수에서 물 위를 걷는 기적을 보였다고 말한다.

## 초막절
5절에서는 예수의 형제가 예수를 믿지 않았다고 서술한다. 예수의 형제들은 예수에게 초막절을 지키러 예루살렘에 올라가라고 말한다. 초막절이란 신명기에서 모든 유대 남성들이 지켜야 할 세 명절 중 하나로 적혀있는 명절이다. 그러나 예수는 자신은 갈릴래아에 남아있을테니 형제들만 올라가라고 말한다. 레위기에서 초막절은 7째달의 15번째 날부터 시작된다고 설명하는데, 유월절과는 거의 오개월의 시간적 차이가 있다. 예수는 형제들은 지금 가도 좋으나, 자신의 때는 아직 오지 않았다고 말한다.

### 예루살렘에 가다
예수는 이 이야기를 한 후 일단은 갈릴래아에 남아있다가 비밀스럽게(ως εν κρυπτω) 예루살렘으로 가서 명절 중간쯤에는 성전에서 가르치기 시작한다. 예수는 사마리아를 들려야 할 이유가 4장에서 충족되었으니 다른 경로로 예루살렘으로 향했을 것으로 추정되는데, 성공회 신부인 찰스 엘리콧은 유대인들이 일반적으로 가는 길인 요단강 동편의 길로 갔을 것이라고 말한다.
예수가 강론을 시작할 때, 사람들은 예수를 랍비나 제사장으로서, 혹은 사두개인으로서의 교육을 받지 않은 것으로 인식하고 있었다. 또한 그 가르치는 내용이나 방식 역시 기존 유대인들의 교육기관에서 가르치는 것과는 크게 차이가 있는 것으로 받아들여졌다. 예수의 가르침은 주관을 거의 배제한 것으로, 구약성경에 대한 막대한 지식과 깊은 이해로 당대의 다른 유대인 학자들을 자극시켰다는 견해도 있다. 그러나 예수는 자신의 가르침이 자기로부터 나온 것이 아니며, 자기를 보낸 아버지에게서 나온 것이라 말한다. 또한 하느님의 뜻을 실천하려는 사람이면 이 가르침이 하나님으로부터 나온 것임을 알 것이라고도 말하여 또 다른 증언으로 삼는다.

### 율법에 대한 논의
이후 예수는 모세의 율법과 선조들의 율법과 전통을 들어 자신의 행동을 변호한다. 모세가 율법화한 할례는 사실 아브라함의 언약에서 비롯한 것으로, 안식일을 거룩히 지켜야한다는 출애굽기의 율법보다 더 상위의 것임은 당시 유대인들도 널리 인지하고 있던 사실이다. 7장에 기록된 예수의 가르침에 대한 군중의 반응은 모두 다음과 같다.
- 일부는 "그는 좋은 분"이라 하고(12절 상) 누구는 "그는 군중을 속이고 있다"고 말하나(12절 하) "유다인들이 두려워서" 논의가 제대로 이루어지지는 못한다(13절).
- 일부는 "저 사람은 배우지도 않았는데 어떻게 저렇듯 아는 것이 많을까?" 하며 놀라고(15절) 일부는 죽이려 한다(19절).
- 일부는 그가 미쳤거나 편집증 환자라고 이야기하며(20절)[11] 일부는 화를 낸다(23절).
- 그를 메시아로 받아들이는 사람들도 나오는 한편(26, 31절) 일부는 이를 거부한다(27절).
- 예수에게 손을 대는 사람은 없었다(30절).

군중들이 예수가 정말 메시아인지 수군대자 바리새인과 제사장들은 예수를 잡아오라고 경비병들을 보낸다. 바리새파와 제사장들은 이제 예수를 체포할 논의를 시작하여 9장과 12장에서도 논의하는 장면이 등장한다.

### 곧 돌아가리라
7장에서는 아직 때가 이르지 않았다는 말이 두 번 등장하는데, 예수는 자신이 얼마 후() 자기를 보낸 분에게 돌아가야 한다고 말한다. 떠나야 한다는 의미로 사용된 ὑπάγω는 공관복음서에서는 사용되지 않으며, 요한복음에서만 15회 사용된다. 예수가 말한 "얼마 후"라고 말할 때 다음 유월절까지의 6개월을 의미한다는 견해도 있다. 필립 도드리지는 이를 두고 유대인들이 빈정댄 것이라고 말하는데, 개역개정판처럼 이 부분을 두고 예수가 그리스어로 가르치겠느냐고 번역한 성경을 보면 그 배경을 알 수 있다. 그러나 결국 군중은 명쾌한 답을 얻지 못한다. 이후 13장에서는 베드로도 예수에게 어디에 가려고 하는 것인지 묻는다.

### 성령에 대한 예언
예수는 37절에서 목마른 자는 내게 와 마시라 하는데, 이는 이사야서 55장 1절의 재현이다. 레위기에 의하면 초막절에는 첫 7일간 금식 후 8일째 번제를 드리게 되어 있는데, 예수는 이 시기에 성전에 서서 
"목마른 사람은 다 나에게 와서 마셔라. 나를 믿는 사람은 성서의 말씀대로 그 속에서 샘솟는 물이 강물처럼 흘러 나올 것이다."
한 것이다. 이 말에는 이사야서 44장 3절, 55장 1절, 58장 11절이 조화롭게 녹아져있다. 요한복음에는 이 이야기가 성령에 대한 비유임을 직접적으로 명시하고 있다. 공동번역성서와 새번역 성경에서는 성령이 아직 오지 않았다고 번역하는데, 이는 불가타역과 시리아어 성경을 따른 것으로, 다른 사본에서는 개역개정판처럼 성령이 아직 있지 않았다고 번역한다.
군중들 중에서 예수를 두고 "그 선지자"라고 말하는 무리가 생기는데, 이는 신명기 18장에서 모세가 메시아 이전에 예언자가 올 것이라고 한 데에서 기인한다. 다른 사람들 중 일부는 더 나아가서 예수를 두고 그리스도라고 말한다. 그러나 대부분은 메시아가 다윗의 후손 중에 베들레헴에서 나와야 하므로, 갈릴래아에서는 나올 수 없다며 이에 대한 의혹을 품는다. 이는 미가서 5장의 예언이다.
마태오의 복음서와 루가의 복음서와는 달리 요한복음에서는 예수가 어떻게 베들레헴에서 태어나 나자렛으로 가게 되었는지에 대한 설명을 제공하지 않는다. 페르디난트 크리스티안 바우어 등은 이를 두고 요한이 처음엔 그리스도가 베들레헴에서 태어났다는 사실을 부정했었다고 설명한 반면, 요한 알브레히트 벵엘 등은 다른 복음사가들이 적을 것이므로 요한은 이를 당연히 적지 않았다고 설명한다.
이후 군중들 사이에서 분열(σχίσμα)이 발생하는데, 이 때 분열을 나타내기 위해 사용된 단어가 이교(schism)의 원어인 만큼 이 분열이 매우 심각한 것이었다는 해석이 있다. 이에 따라 예수의 출신을 문제삼아 메시아가 될 수 없다는 사람들은 예수를 체포해야 한다고 이야기하지만, 아무도 예수를 잡지 않는다. 바리새인들과 제사장들이 이를 추궁하자 경비병들은 "그처럼 말하는 이는 본 적이 없다"고 대답한다. 바리새인이 이들에게 너희도 속아넘어 갔느냐 하고 우리중에 아무도 그를 믿는 이가 없다고 한다. 요한은 이전에 예수를 찾아간 니고데모도 그 자리에 있었음을 상기시킨다. 니고데모는 다른 바리새인들에게 "그 사람의 말을 듣거나 한 일을 알아보지도 않고 죄인으로 단정하는 것은 잘못"이라고 하는데, 이는 신명기 1장 16절에 있는 내용이다. 바리새인은 니고데모에게 메시아는 갈릴래아에서 날 수 없다고 핀잔을 준다.

## 같이 보기
- 베들레헴
- 다윗
- 예수
- 니고데모
- 초막절